# Cosmotoma sertifer
Cosmotoma sertifer är en skalbaggsart som först beskrevs av Audinet-serville 1835.  Cosmotoma sertifer ingår i släktet Cosmotoma och familjen långhorningar. Inga underarter finns listade i Catalogue of Life.